# دیشوالا
دیشوالا (به انگلیسی: Dishwalla) یک گروه آلترنیتیو راک آمریکایی که در سال ۱۹۹۳ در سانتا باربارا، کالیفورنیا تشکیل شد. اسم گروه از یک ارایه دهنده ماهواره‌ای هندی گرفته شده‌است.
اعضای تشکیل دهنده این گروه جاستین فاکس (خواننده اصلی) , اسکات الکساندر (نوازنده گیتار بیس) , جورج پندرگاست (درامر)، رودنی براونینگ کریونز (نوازنده گیتار لید) , جیم وود (نوازنده کیبورد) هستند.
این گروه از شروع تاکنون پنج آلبوم منتشر کرده که آخرین آلبوم گروه در سال ۲۰۱۶ با نام "Juniper Road" روانه بازار شد. آلبومی که ۱۰ سال پس از آلبوم سال ۲۰۰۵ یعنی "Dishwalla" منتشر شد. در سال ۱۹۹۶ آهنگ "Counting Blue Cars" از آلبوم "Pet Your Friends" به صورت گسترده از رادیو و تلویزیون پخش شد و این آهنگ در همان سال از بیلبورد موزیک جایزه "بهترین آهنگ راک" را دریافت کرد؛ و دو جایزه دیگر برای عنوان "بهترین آهنگ سال" در سال ۱۹۹۷ و ۱۹۹۸ دریافت کرد.
در سال ۱۹۹۸ آلبوم "And You Think You Know What Life's About" منتشر شد و این آلبوم در جدول بیلبورد هات ۲۰۰ تا رده ۱۶۴ صعود کرد.
آلبوم بعدی "Opaline" نام داشت که در سال ۲۰۰۲ به انتشار رسید این آلبوم به رده ۱۹۲ در "بیلبورد هات ۲۰۰" رسید.
بعد از آلبوم چهارم با نام "Dishwalla" که در سال ۲۰۰۵ منتشر شد. اعضای گروه برای مدتی به استراحت رفتند و گروه به مدت ۲ سال بدون فعالیت ماند و جاستین فاکس هم روی پروژه‌های شخصی کار کرد.
بعد از راه افتادن دوباره گروه آن‌ها بیشتر به برگزاری تور و کنسرت پرداختند که می‌توان به چند کنسرت آنها که برای خیریه‌ها برگزار شد اشاره کرد.
از آهنگ‌های موفق گروه در طی این سالها می‌توان به "Charlie Browns Parents" اشاره داشت که رتبه ۲۴ در جدول "مین استریم راک" را داشت، آهنگ "Give" رتبه ۲۶ در جدول "۴۰ آهنگ برتر بزرگسالان" را به دست آورد. آهنگ "Once In A While" در سال ۱۹۹۸ در "مین استریم راک" رتبه ۱۷ و در جدول "مدرن راک" به رده ۲۰ رسید و در آخر به آهنگ "Somewhere In The Middle" می‌توان اشاره کرد که در جدول "۴۰ آهنگ برتر بزرگسالان" رتبه ۲۵ را داشت.